# TamTam
TamTam es un mensajero multiplataforma que le permite chatear por texto (incluso en chats grupales), enviar mensajes de audio, crear canales y compartir fotos, animaciones GIF, música, videos y calcomanías.

## Historia
El mensajero se lanzó en julio de 2016 con el nombre OK Messages. El 25 de mayo de 2017, el mensajero pasó a llamarse TamTam y los canales se lanzaron al mismo tiempo. En agosto de 2018, se hizo posible usar TamTam independientemente de Odnoklassniki. A partir de octubre de 2021, la aplicación TamTam para Android tiene más de 10 millones de descargas.
En abril de 2020, TamTam ingresó a la lista de recursos "socialmente significativos" compilada por el Ministerio de Comunicaciones.

## Características

### Chats e interacciones
Hasta 20.000 personas pueden participar en chats privados y públicos. Capacidad para moderar los chats de los administradores (hasta 50 administradores). TamTam le permite configurar un enlace corto para un canal público o un enlace privado largo para chats privados. Hay funciones para mencionar, citar, responder, reenviar mensajes, así como marcas de lectura. En la versión web de TamTam, puedes ver los últimos 50 mensajes en chats públicos sin registrarte en el messenger. Es posible crear un chat privado sin un enlace.

### Canales
Canales privados y públicos con un número ilimitado de participantes. TamTam le permite configurar un enlace corto para un canal público o un enlace privado largo para canales privados. Posibilidad de moderación de canales por administradores (hasta 50 administradores). En el navegador, puede ver los últimos 50 mensajes en canales públicos sin registrarse en el mensajero. Es posible crear un canal privado sin un enlace.

### Llamadas
Videollamadas grupales de hasta 100 participantes. La capacidad de llamar al chat, así como crear una llamada a través de un enlace al que puede unirse en el navegador sin registrarse en el mensajero. Compartir pantalla al realizar una videollamada desde un ordenador. Además, sin registrarse, puede unirse a llamadas de audio y video usando el enlace.

### API de bots
Bot API es una plataforma abierta para desarrolladores de chatbots. Los desarrolladores pueden ampliar la funcionalidad del mensajero utilizando bots constructores. Bots oficiales: @reactions para me gusta y reacciones, @comments para debates, @antispam para proteger los chats del spam, @stickers para agregar stickers.

### Seguridad
Para cifrar la correspondencia en TamTam se utiliza el protocolo TLS, así como los propios protocolos del desarrollador. Los datos se almacenan en una red distribuida de servidores.

### Pegatinas y GIF
TamTam admite pegatinas animadas ("en vivo"). Hay soporte para paquetes de pegatinas personalizados.
GIF animados integrados de Tenor.

### Geoservicios
Soporte para enviar la ubicación del usuario (punto en el mapa). Posibilidad de habilitar la transmisión de ubicación permanente en un diálogo con otro usuario. Transmisión de ubicación en vivo en chats y diálogos.

### Almacenamiento en la nube
Toda la correspondencia de los usuarios de TamTam se almacena en la nube. El volumen de archivos almacenados no está limitado. El tamaño máximo de un solo archivo es de 2 GB.

### Visualización de vídeo
Reproductor de video incorporado con soporte de imagen en imagen. Soporte para pistas de audio al enviar un archivo de video. Escuchar videos en segundo plano en dispositivos móviles. La compatibilidad con Chromecast le permite transmitir videos de TamTam a su televisor.

### Edición
Adjuntar mensajes en chats y canales. Envía y edita collages, incluidas fotos y videos.
En chats y diálogos, los mensajes se pueden editar durante 24 horas, en canales, indefinidamente. Puede guardar borradores de mensajes.

### Decoración
Temas de día y noche con cambio según el horario o según la iluminación. TamTam te permite crear tus propios temas en formato .ttstyle. TamTam es compatible con el tema oscuro nativo en Android, iOS y macOS.

## Crítica
TamTam fue criticado por una campaña promocional el día del bloqueo del mensajero Telegram en Rusia el 13 de abril de 2018. Se encontraron clones de muchos canales de Telegram, incluidos los anónimos, en el mensajero TamTam. En la gran mayoría de los casos, los autores cuyos canales de Telegram fueron clonados declararon que no estaban involucrados en la aparición de copias no autorizadas.
Como resultado, la promoción agresiva de TamTam se vio restringida, según varias fuentes, debido a la falta de voluntad de los líderes del Grupo Mail.Ru de asociarse con la persecución del mensajero Telegram por parte de las autoridades rusas.